# Zemplénszuha
Zemplénszuha (szlovákul: Suché) község Szlovákiában, a Kassai kerület Nagymihályi járásában.

## Fekvése
Nagymihálytól 8 km-re északnyugatra, a Laborc és az Ondava között fekszik.

## Története
A település első írásos említése 1266-ban történt „Zuha” néven egy, a lesznai uradalomhoz tartozó birtokkal kapcsolatos adományozással kapcsolatban, mely akkor Merse fia Radnolt tulajdona volt. A 14. század elejétől részben a pazdicsi uradalom része, részben helyi nemesek birtokolták. Lakói 1567-ben egy portáig adóztak, de 4 lakatlan ház és 3 zsellérház is állt a településen, akik nem fizettek adót. 1582-ben jobbágyai 2 portáig adóztak. 1600-ban 12 lakott jobbágyház állt a faluban. A 16. és 17. század fordulóján a közepes nagyságú falvak közé tartozott, lakói kizárólag jobbágyok voltak. A 17. században lakói elszegényedtek. 1610-ben egy és negyed portáig adózott, 1635-ben már csak negyed portáig fizettek adót lakói, akik zsellérek voltak. A 18. század elejére Szuha kis faluvá zsugorodott. 1715-ben 3, 1720-ban 8 háztartása volt. Határában a középkorban két, azóta elpusztult település is állt: Oroszfalva és Újfalu.
A 18. század végén Vályi András így ír róla: „SZUKHA. Tót falu Zemplén Várm. földes Ura Szirmay Uraság, lakosai ó hitüek, fekszik Lesznához fél fertálynyira; határja 3 nyomásbéli, gabonát leginkább terem, egyebet középszerűen, földgye agyagos, erdeje van, piatza Homonnán.”
Fényes Elek 1851-ben kiadott geográfiai szótárában így ír a faluról: „Szuha, orosz-tót falu, Zemplén vmegyében, A. Körtvélyes fiókja: 165 r., 336 g. kath., 4 evang., 10 zsidó lak., gör. anyaszentegyház. 326 h. szántóföld. F. u. Szirmay, Potornyai, Mokcsay. Ut. p. Nagymihály.”
Borovszky Samu monográfiasorozatának Zemplén vármegyét tárgyaló része szerint: „Zemplénszuha, azelőtt Szuha, tót kisközség, 96 házzal és 450 gör. kath. vallású lakossal. Postája Rákócz, távírója és vasúti állomása Nagymihály. Már 1315-ben szerepel, a mikor az Ákos nembeli Mihály mester kap rá királyi adományt. 1403-ban Zuha néven Zsigmond király a Csebi, Ruffó, Berecsenyi, Némethfalvy és Liszkai családoknak adományozza, kiknek tagjai közül Vörös Miklóst, Liszkay Miklóst és Kerecsényi Mátyást iktatják birtokába. 1421-ben Vörös Miklós itteni birtokának felét az örökbe fogadott Sempsei Istvánra hagyja. 1463-ban a Csapiak, 1475-ben az Eödönffyek s a Buttkai családbeliek, 1482-ben a Rákóczyak is birtokosai. 1570-ben Lippay Jánost iktatják némely részeibe. Az 1598-iki összeírás 8 birtokosát sorolja fel, ezek: Szent-Ivány Zsigmond, Sempsey Ferencz, Rákóczy György, Lajos és Ferencz, Melith Vid, Pazdicsy Miklós és Oriska György özvegye. 1730-ban Szirmay Tamást iktatják be s 1774-ben, a Szirmayakon kívül, Pothurnay Andrásnak és Mokcsay Pálnak volt itt nagyobb birtokuk. A mult században benne a Boronkayak is földesúri joggal bírtak. Most nincsen nagyobb birtokosa. 1831-ben a kolerajárvány dühöngött a községben. Görög katholikus temploma 1805-ben épült.”
1920-ig Zemplén vármegye Nagymihályi járásához tartozott.

## Népessége
| Év:            | 1994. | 2004.   | 2014.   | 2024.   |
| -------------- | ----- | ------- | ------- | ------- |
| Emberek száma: | 438   | 427     | 396     | 424     |
| Eltérés:       |       | -2,51 % | -7,25 % | +7,07 % |

| Év:            | 2023. | 2024.   |
| -------------- | ----- | ------- |
| Emberek száma: | 420   | 424     |
| Eltérés:       |       | +0,95 % |

1910-ben 425, túlnyomórészt szlovák anyanyelvű lakosa volt.
2001-ben 443 lakosából 439 szlovák volt.
2011-ben 401 lakosából 388 szlovák volt.

## Nevezetességei
- Szent Péter és Pál apostolok tiszteletére szentelt, görögkatolikus temploma 1805-ben épült barokk-klasszicista stílusban. 2002-2003-ban teljesen megújították.